# Nelson Davidyan
Nelson Davidyan (Azerbaiyán, Unión Soviética, 6 de abril de 1950-11 de septiembre de 2016) fue un deportista soviético especialista en lucha grecorromana donde llegó a ser subcampeón olímpico en Montreal 1976.

## Carrera deportiva
En los Juegos Olímpicos de 1976 celebrados en Montreal ganó la medalla de plata en lucha grecorromana de pesos de hasta 62 kg, tras el luchador polaco Kazimierz Lipień (oro) y por delante del húngaro László Réczi (bronce).